# Henry Howard, XI conte di Suffolk
Henry Howard (1686 – 21 marzo 1757) è stato un nobile e politico inglese.

## Biografia
Era figlio di Craven Howard e Mary Bowes.
Sposò sua cugina Catherine Graham, figlia del colonnello James Graham e Dorothy Howard, il 5 marzo 1708/9. Dal matrimonio nacquero nove figli:
- Lady Diana Howard (13 gennaio 1709 – gennaio 1712/13)
- Henry Howard, Visconte Andover (31 dicembre 1710 – 1717)
- James Howard, morto giovane
- William Howard, Visconte Andover (1714–1756)
- Lady Catherine Howard (1716)
- Hon. Charles Howard (1719 – 28 settembre 1773)
- Thomas Howard, XIV conte di Suffolk (1721–1783)
- Hon. Graham Howard (1723–1737)
- Lady Frances Howard (17 giugno 1725-?)

Il 12 aprile 1706 successe al prozio Thomas Howard, III conte di Berkshire. Dopo la morte di Henry Howard, VI conte di Suffolk nel 1718, venne nominato Deputy Earl Marshal, ufficio che mantenne fino al 1725.
Nel 1745 successe ad un lontano cugino come conte di Suffolk e divenne Giudice per il Lichfield nel 1755.

## Ascendenza
|                                   |            |                             | Genitori                          |  |  | Nonni |  |  | Bisnonni                            |  |  | Trisnonni                         |  |
|                                   |            |                             |                                   |  |  |       |  |  | Thomas Howard, I conte di Berkshire |  |  | Thomas Howard, I conte di Suffolk |  |
|                                   |            |                             |                                   |  |  |       |  |  | Thomas Howard, I conte di Berkshire |  |  | Thomas Howard, I conte di Suffolk |  |
|                                   |            | Catherine Knyvett           |                                   |  |  |       |  |  | Thomas Howard, I conte di Berkshire |  |  |                                   |  |
| William Howard                    |            |                             |                                   |  |  |       |  |  | Thomas Howard, I conte di Berkshire |  |  |                                   |  |
|                                   |            | Elizabeth Cecil             | William Cecil, II conte di Exeter |  |  |       |  |  |                                     |  |  |                                   |  |
|                                   |            | Elizabeth Cecil             | William Cecil, II conte di Exeter |  |  |       |  |  |                                     |  |  |                                   |  |
|                                   |            | Elizabeth Cecil             | Elizabeth Drury                   |  |  |       |  |  |                                     |  |  |                                   |  |
| Craven Howard                     |            | Elizabeth Cecil             |                                   |  |  |       |  |  |                                     |  |  |                                   |  |
|                                   |            | Lothiel Dundas              | …                                 |  |  |       |  |  |                                     |  |  |                                   |  |
|                                   |            | Lothiel Dundas              | …                                 |  |  |       |  |  |                                     |  |  |                                   |  |
|                                   |            | Lothiel Dundas              | …                                 |  |  |       |  |  |                                     |  |  |                                   |  |
| Elizabeth Dundas                  |            | Lothiel Dundas              |                                   |  |  |       |  |  |                                     |  |  |                                   |  |
|                                   |            | …                           | …                                 |  |  |       |  |  |                                     |  |  |                                   |  |
|                                   |            | …                           | …                                 |  |  |       |  |  |                                     |  |  |                                   |  |
|                                   |            | …                           | …                                 |  |  |       |  |  |                                     |  |  |                                   |  |
| Henry Howard, XI conte di Suffolk |            | …                           |                                   |  |  |       |  |  |                                     |  |  |                                   |  |
|                                   | John Bowes | Richard Bowes               |                                   |  |  |       |  |  |                                     |  |  |                                   |  |
|                                   | John Bowes | Richard Bowes               |                                   |  |  |       |  |  |                                     |  |  |                                   |  |
|                                   | John Bowes | Margaret Keble              |                                   |  |  |       |  |  |                                     |  |  |                                   |  |
| George Bowes                      | John Bowes |                             |                                   |  |  |       |  |  |                                     |  |  |                                   |  |
|                                   |            | Anne Burdett                | Robert Burdett                    |  |  |       |  |  |                                     |  |  |                                   |  |
|                                   |            | Anne Burdett                | Robert Burdett                    |  |  |       |  |  |                                     |  |  |                                   |  |
|                                   |            | Anne Burdett                | Mary Margaret Wilson              |  |  |       |  |  |                                     |  |  |                                   |  |
| Mary Bowes                        |            | Anne Burdett                |                                   |  |  |       |  |  |                                     |  |  |                                   |  |
|                                   |            | Thomas Burdett, I baronetto | Robert Burdett                    |  |  |       |  |  |                                     |  |  |                                   |  |
|                                   |            | Thomas Burdett, I baronetto | Robert Burdett                    |  |  |       |  |  |                                     |  |  |                                   |  |
|                                   |            | Thomas Burdett, I baronetto | Mary Wilson                       |  |  |       |  |  |                                     |  |  |                                   |  |
| Mary Burdett                      |            | Thomas Burdett, I baronetto |                                   |  |  |       |  |  |                                     |  |  |                                   |  |
|                                   |            | Mary Burdett                | Thomas Burdett                    |  |  |       |  |  |                                     |  |  |                                   |  |
|                                   |            | Mary Burdett                | Thomas Burdett                    |  |  |       |  |  |                                     |  |  |                                   |  |
|                                   |            | Mary Burdett                | Jane Francis                      |  |  |       |  |  |                                     |  |  |                                   |  |
|                                   |            | Mary Burdett                |                                   |  |  |       |  |  |                                     |  |  |                                   |  |